# Robin Hood: Mischief in Sherwood
Robin Hood: Mischief in Sherwood (ou Robin Hood no Brasil ou Robin dos Bosques - Travessuras em Sherwood em Portugal) é uma adaptação animada da história de Robin Hood. É feito pela Method Animation e pela DQ Entertainment. 

## Transmissão
A série é transmitida no Canadá pela BBC Kids e Télé-Québec (no idioma francês), na Finlândia na MTV3, na América Latina, no Nat Geo Kids, no Brasil, foi exibido no Gloob e disponibilizado no Netflix, em Portugal, foi transmitido pelo Canal Panda, mais tarde na RTP2 no bloco infantojuvenil Zig Zag, depois no Panda Kids e em seguida na RTP1 e, na Polônia, a série estreou em 27 de abril de 2015 no Boomerang. 

## Enredo
Com apenas 10 anos de idade, Robin já é um herói real. Mas ele não tem a maturidade para temperar sua imprudência! Suas acrobacias nem sempre são bem-sucedidas e seus planos são muitas vezes um pouco incompletos. Ele pode, no entanto, depender de seus amigos para ajudá-lo, embora eles também sejam ainda crianças. Com muita perseverança e humor, eles enfrentam cada novo plano criado pelo jovem príncipe John e Basil, seu peão nefasto.

## Episódios

### Primeira Temporada (2015)
1. A Caça
2. A Reserva
3. O Resgate
4. Preso Na Aldeia
5. O Castelo Mal Assombrado
6. Pombo Correio
7. Tuck Hood
8. O Feitiço Volta Contra O Feiticeiro
9. Lições Da Realeza
10. O Hipnotizador
11. O Charlatão
12. O Bebê Da Floresta
13. O Outro Robin
14. Corrida Ao Tesouro
15. A Espada Dos Reis
16. O Cavalo De Lubin
17. Os Quatro Bandidos
18. A Flecha Magica
19. Garrafa Da Sorte
20. A Estatua Do Principe
21. O Ouro Invisível
22. O Voo Principesco
23. Um Xerife Sem Igual
24. A Conquista De Sherwood